# Igrzyska Śródziemnomorskie 1959
3. Igrzyska Śródziemnomorskie – trzecia edycja igrzysk śródziemnomorskich odbyła się między 11 a 23 października 1959 roku w Bejrucie. Pierwszy raz zawody zorganizowano w Azji. W Libanie rywalizowało 792 sportowców, którzy reprezentowali 12 krajów. W igrzyskach startowali tylko mężczyźni.

## Tabela medalowa
| Lp | Kraj                          | Złoto | Srebro | Brąz | Suma |
| -- | ----------------------------- | ----- | ------ | ---- | ---- |
| 1  | Francja                       | 26    | 27     | 16   | 69   |
| 2  | Zjednoczona Republika Arabska | 23    | 21     | 30   | 74   |
| 3  | Turcja                        | 13    | 8      | 1    | 22   |
| 4  | Egipt                         | 12    | 20     | 17   | 46   |
| 5  | Włochy                        | 12    | 5      | 4    | 21   |
| 6  | Jugosławia                    | 11    | 9      | 8    | 28   |
| 7  | Grecja                        | 8     | 9      | 13   | 30   |
| 8  | Hiszpania                     | 5     | 12     | 12   | 29   |
| 9  | Liban                         | 3     | 10     | 17   | 30   |
| 10 | Tunezja                       | 3     | 2      | 1    | 6    |
| 11 | Maroko                        | 2     | 3      | 2    | 7    |
|    | Suma:                         | 106   | 106    | 104  | 316  |

## Dyscypliny
- Boks  (szczegóły)
- Gimnastyka sportowa  (szczegóły)
- Jeździectwo  (szczegóły)
- Kolarstwo torowe   Kolarstwo szosowe  (szczegóły)
- Lekkoatletyka  (szczegóły)
- Pływanie  (szczegóły)
- Podnoszenie ciężarów  (szczegóły)
- Strzelectwo  (szczegóły)
- Szermierka  (szczegóły)
- Zapasy  (szczegóły)